# Angry Birds Transformers
Angry Birds Transformers, xuất thân từ series: Transformers và game Angry Birds. Những chú chim điên kết duyên thành robot biến hình, chiến đấu với những chú robot xấu xa khác đang hủy hoại hòn đảo Piggy xinh đẹp. Game yêu cầu kết nối mạng lần đầu để tải thêm data.

## Các nhân vật trong game
Phe Chim:
- Red-Optimus Prime, Ultra Magnus, Nemesis Prime, Epic Optimus, Energon Optimus, Ultimate Optimus,Blurr, General Optimus Prime, Major Ultra Magnus, Optimus Maximus, Captain Nemesis Prime, Neon Optimus Prime
- Chuck-Bumblebee, Rodimus Prime, High Octane Bumblebee, Cliff jumper, Nemesis hot rod, Cosmos, Classic Bumblebe, Energon Bumblebee
- Hal-Grimlock, Grey Slam Grimlock, Goldbite Grimlock, Trypticon, Energon Grimlock, Volcanicus
- Terence-Heatwave, Sentinel Prime, Ratchet, Hound, Ironhide, Specialist Ratchet,Special Offlcer Hound.
- Stella-Arcee, Airachind, Chromia, Greenlight, Novastar, Moonracer, Flamewear, Sergeant Flamewear, Sergeant Chromia, Sergeant Greenlight, Scout Arcee, Sharpshooter Moonracer
- The Blues-Bluestreak, Prowl, Smokescreen, Beachcomber, Major Prowl
- Bubbles-Jazz, Ricochet, Blaster, Sideswipe, Red Arlet, Sunstreaker, Mirage, Private Red Alert, Sergeant Mirage, Private Sideswipe
- Silver-Windblade, Energon Windblade, Elita one
- Bomb-Drift, Wheeljack, Grapple, Omega Supreme, Warpath, Private Deadlock, Sergeant Omega Supreme
- Mighty Eagle-Kup, Alpha Trion, Superion
- Matilda-Nautica, Energon Nautica, Strongarm
- Zeta-Nightbird, Slipstream

Phe Lợn:
- Corporal Pig-Galvatron, Scorponok, Energon Galvatron, Motormaster, Drag Strip, Menasor, Genneral Scorponok
- Foremen Pig-Lockdown, Dead End, Energon Lockdown, Barricade, Sergeant Barricade
- King Pig-Dark Megatron, Bludgeon, Brawl, Shockwave, Ultimate Megatron, Energon Shockwave, Major Shockwave, Lord Megatron, Energon Megatron
- Chef Pig-Soundwave, Soundblaster, Energon Soundwave, Breakdowm, Major Soundwave
- Minion Pig-Starscream, Thundercracker, Skywarp, Acid Storm, Sun Storm, Energon Starscream, Starscream, Cyclonus, Ionstorm, Novastorm, Ramjet, Dirge, Thrust, Devastator, Sergeant Thundercracker, Captain Starscream, Sergeant Devastator, Special Offlcer Skywap, Seeker Acid Stom, Neon Starscream

Nhân vật khác: Eggbots và máy bay chở robot

## Tổng hợp(đơn vị tiền tệ, vật dụng hỗ trợ, nguyên liệu)

### Coin
Đây là loại tiền tệ không quan trọng, chủ yếu dùng để nâng cấp nhân vật, mua bán, hồi máu cho những chú chim... nhưng cần thiết khi các Transformers ở cấp độ cao (từ level 5 trở lên).

### Gem
Đá quý được dùng để nâng cấp nhanh nhân vật, mở khóa nhanh levels chưa hoàn thành công trình, phục hồi nhanh máu..., có thể mua bằng tiền thật. Gói cao nhất là gói x25.000 có giá gần 2.000.000 đ.

### Pigs
Kể từ bản cập nhật gần đây, những con lợn được xuất hiện trong các phần trò chơi hiện được sử dụng làm tiền tệ để mở khóa các nhân vật mới. Khi người chơi mở khóa một khu vực mới thông qua việc nâng cấp các Transformers của họ, một nhân vật mới sẽ được bao bọc trong một khối băng trên vùng đất. Người chơi phải cung cấp một số con lợn bạn thu thập được để mở khóa chúng. Bạn cũng có thể sử dụng chúng để rút ngắn thời gian của nhiệm vụ sau khi chọn (các) Máy biến áp của bạn trong cổng Nhiệm vụ.

### Sparks
Được giới thiệu vào năm 2017, Sparks là đơn vị tiền tệ được sử dụng để thăng cấp. Việc thăng cấp nhân vật của bạn tốn 50 spark. Thứ hạng càng cao, bạn càng cần nhiều spark. Có 2 cách để kiếm Sparks:
1.Bạn có thể kiếm chúng trong Sparkrun.
2.Khi bạn mua một nhân vật bất kì bằng gem sẽ có kèm theo coin và spark(bạn mua càng nhiều nhân vật bằng gem thì số gem sẽ tăng lên)
Bạn sử dụng spark bằng cách nhấn vào biểu tựơng phi thuyền bên dưới góc phải màn hình, sau đó bạn chọn một nhân vật bất kì và nhấn vào chữ ”promote”, sau đó bạn nhấn vào chữ ”promote”. Mỗi lần thăng chức bạn sẽ được cộng thêm 5% “promotion bonus”. Nó sẽ giúp bạn có thêm số điểm tương ứng với số % “promotion bonus” của bạn trong những sự kiện đặc biệt.

### Squads
Việc hoàn thành các Biệt đội nhân vật rất hữu ích theo nhiều cách khác nhau. Bạn điền càng nhiều Biệt đội, thì số Xu tối đa không gian bản đồ có thể tích lũy càng cao. Ngoài ra, bất kỳ nhân vật nào từ Biệt đội đã hoàn thành sẽ kiếm được 50% tiền thưởng khi họ hoàn thành một cấp độ.
Trong nhiều Sự kiện thử thách, bạn có thể kiếm tiền thưởng cho điểm Sự kiện của mình bằng cách sử dụng một nhân vật từ Biệt đội được đề xuất. Trong một thời gian, Đội được chọn  được đặt ở một đội duy nhất trong suốt thời gian diễn ra sự kiện, với hệ số điểm x3 nếu nhân vật đã được "Thăng chức".
Sau đây là tất cả các squads để bạn tham khảo
Rescue Bots:
•Optimus Prime
•Bumblebee
•Heatwave
•Ratchet
-Instruments of Destruction:
•Soundwave
•Soundblaster
•Blaster
-Target: 2006:
•Ultra Magnus
•Galvatron
•Jazz
•Hound
-Pure Warriors:
•Lockdown
•Energon Lockdown
•Brawl
•Ironhide
-The Seekers:
•Energon Starscream
•Thundercracker
•Skywarp
•Starscream
-Energon Fueled:
•Energon Grimlock
•Energon Soundwave
•Energon Galvatron
•Energon Optimus Prime
-Variant Versions:
•Ultimate Megatron
•Ultimate Optimus Prime
•Goldbite Grimlock
•High Octane Bumblebee
-Leaders:
•Bludgeon
•Sentinel Prime
•Grey Slam Grimlock
•Dark Megatron
-Valkyries:
•Arcee
•Airachnid
•Windblade
•Chromia
-Brothers in Armor:
•Prowl
•Bluestreak
•Smokescreen
•Beachcomber
-The Iconic Transformers:
•Epic Optimus Prime
•Nemesis Prime
•Energon Bumblebee
•Classic Bumblebee
-The Hotrods:
•Rodimus
•Dead End
•Ricochet
•Drift
-The Cybertronians:
•Shockwave
•Acid Storm
•Sunstorm
•Trypticon
-The Wreckers:
•Wheeljack
•Ultra Magnus
•Rodimus
•Moonracer
-Enslavers:
•Scorponok
•Barricade
•Motormaster
•Nemesis Hot Rod
-Speedsters:
•Sideswipe
•Red Alert
•Sunstreaker
•Mirage
-Energized:
•Energon Windblade
•Energon Shockwave
•Energon Nautica
•Energon Megatron
-Femme Fatale:
•Nautica
•Elita One
•Strongarm
•Novastar
-VIP:
•Alpha Trion
•Kup
•Cyclonus
-Specialist:
•Breakdown
•Blurr
•Cliffjumper
•Nightbird
-Support:
•Grapple
•Drag Strip
•Greenlight
•Warpath
-Combiners:
•Devastator
•Superion
•Menasor
•Optimus Maximus
-Noughties:
•Slipstream
•Flamewar
-Command:
•General Optimus Prime
•Lord Megatron
•Major Ultra Magnus
•Major Shockwave
-Reinforcements:
•Cosmos
•Ionstorm
•Novastorm
-Coneheads:
•Ramjet
•Thrust
•Dirge
-Gestalt:
•Volcanicus
•Omega Supreme
-Officers:
•Captain Starscream
•Specialist Ratchet
•Major Prowl
•Major Soundwave
-Operations:
•Sergeant Thundercracker
•Sergeant Chromia
•Private Sideswipe
•Sergeant Barricade
-Ground Force:
•Sergeant Flamewar
•Sergeant Greenlight
•Private Deadlock
•Private Mirage
-Sawbones Squad:
•Private Red Alert
•Special Offlcer Hound
•Special Offlcer Sky Wap
•Seeker Acid Storm                          -Specialist Raiders:
•Captain Nemesis Prime
•Sergeant Devastator
•Sergeant Omega Supreme    
•Scout Arcee
.Haroboiled Warriors
. Sharpshooter Moonaccer
. General Scorponok

### Crystals
Crystals được cập nhật để thay thế cho materials, bạn có thể sử dụng crystals để nâng cấp các transformers của mình từ cấp 4 trở lên và nâng cấp kho chứa crystals. Bạn cũng có thể sử dụng crystals để chế tạo ra các energonicons trong “pig’s lab” để giúp ích cho bạn trong trò chơi
Có 5 loại crystals:
•Common crystals
•Uncommon crystals
•Rare crystals
•Epic crystals
•Legendary crystals
Bạn có thể kiếm được crystals trong trò chơi ở không gian bản đồ của bạn. Độ khó càng nâng cao khi crystals bạn nhận được trong trò chơi càng có giá trị cao. Giá trị của crystals sắp xếp từ Common đến Uncommon đến Rare đến Epic và cuối cùng là Legendary
Crystals đầu tiên bạn nhận được là Common. Bạn cần nâng cấp kho chứa của mình để có được các loại crystals có giá trị cao hơn. Bạn mở khóa Uncommon crystals khi kho chứ của bạn đạt đến cấp 5. Bạn mở khoá Rare crystals khi kho chứa của đạt đến cấp 10. Bạn mở khóa Epic crystals khi kho chứ được nâng lên cấp 15. Bạn mở khóa Legendary crystals khi bạn nâng cấp đến cấp 20.
Bạn cũng có thể sử dụng crystals để mua phụ kiện trong shop.